# 08式装甲车族
08式装甲车族 （英語：Type 08 armored vehicle family），是中华人民共和国研制的一种8×8驱动形式的轮式两栖模块化装甲车族。自服役以来已经发展出十几种改型。
08式装甲车族在2009年10月1日的庆祝中华人民共和国国庆60周年阅兵式上首次公开亮相，出场的是ZBL-08步兵战车，排在装甲车方队的第5位，由中国人民解放军陆军第54集团军的成员驾驶。

## 設計

### 車體設計
08式装甲车族的设计布局为动力舱在前，驾驶舱在动力舱左侧，战斗舱居中，载员舱居后。

### 武器
08式装甲车族中的ZBL-08步兵战车主要武器为一挺ZPT-99 30毫米口徑机炮（2A72的中国仿製型）、改进型红箭-73C反坦克导弹和车载7.62mm并列机枪。08式装甲车族的突击炮版本ZTL-11轮式突击炮则是105毫米94式改进线膛低压炮（中国授权生产的英国L7线膛炮的改进型）或来自96式122毫米改进牵引榴弹炮，105毫米线膛炮版本还可以发射炮射导弹。自行高炮版本则是采用35毫米无人单管转膛炮塔，具有射速高的特点。

### 動力系統
08式装甲车族所配发动机的功率为330千瓦，08式装甲车族在公路上最大速度达100公里/小时，越野平均速度40千米/小时，最大爬坡度达30°，可跨过1.8米宽的壕沟，通过0.55米的垂直墙，ZBL-08步兵战车的公路最大行程为800-1000千米。对于困难通行地带，其计算机控制的中央充放气系统可增强车辆在沼泽、软沙地带的通行能力。轮胎采用全钢丝子午线安全防护轮胎，中弹后仍能以30～40千米/小时的速度行驶100千米。

### 防护
08式装甲车族的底盘的装甲主要为焊接钢板加以氧化铝陶瓷符合装甲组成，可全向抵御12.7mm机枪子弹在100（330英尺）上的射击，而车体正前方则可抵挡25mm炮弹在1,000（3,300英尺）距离上的射击，除此之外，该车还配备有烟雾发射器与激光告警装置来提升生存力。 
08式装甲车族具备完全的全天候作战能力。驾驶员装备有安装在头盔上的基于车载感光耦合元件感应器的夜视器材。

## 车族成员
08式装甲车族作为一个通用轮式底盘，已经发展出数十种改型。

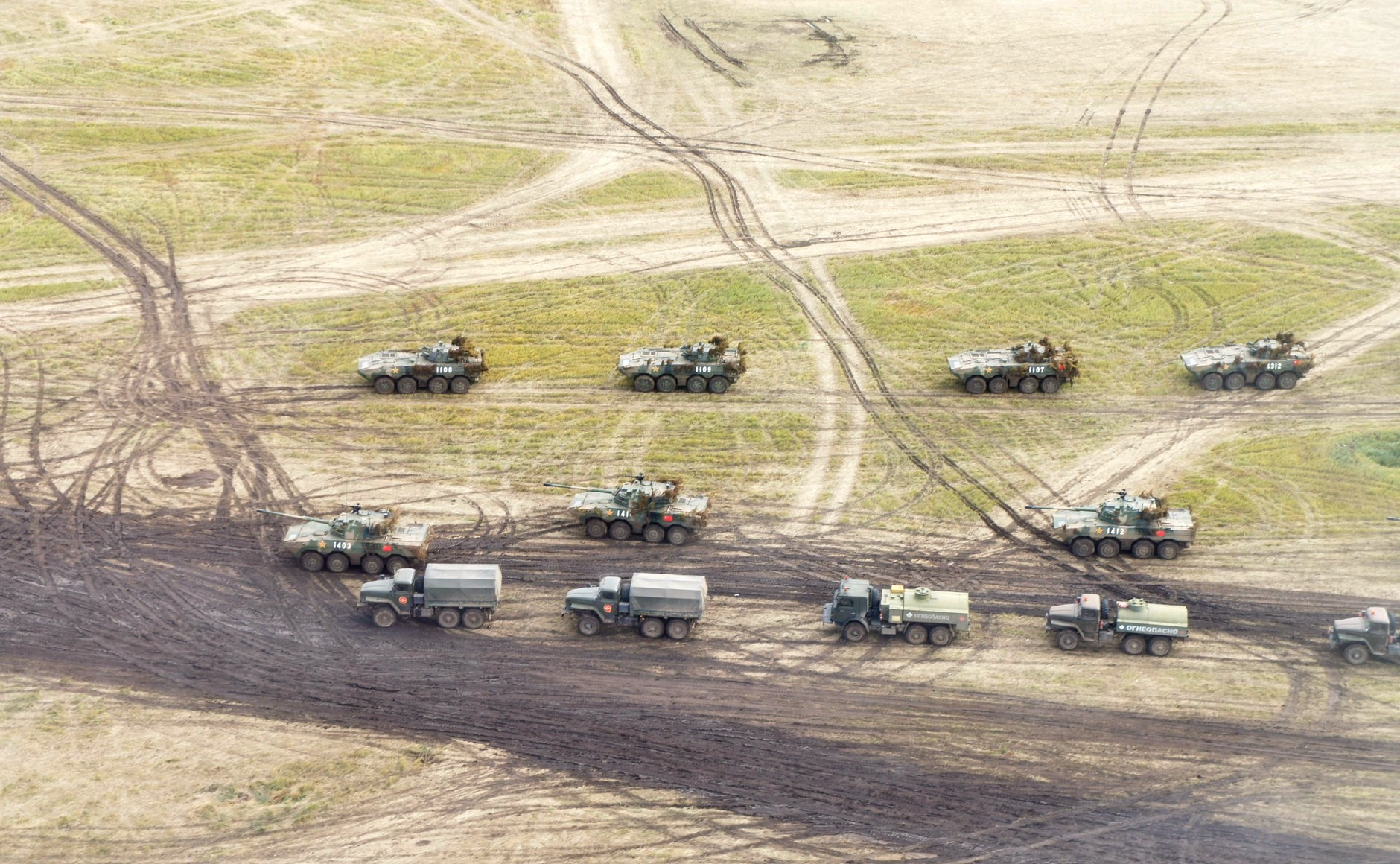
解放軍輪式戰車族混合聯隊，於东方2018多國演習

### 步兵战车型（ZBL-08）
ZBL-08步兵战车是中国8X8装甲车族的最基本型号，其它的8X8装甲车族成员都是在它的基础上改进而来。主要武器为一挺ZPT-99 30毫米口徑机炮（2A72的中国仿製型）、改进型红箭-73C反坦克导弹。

#### 指挥型（ZBL-08C）
指挥型在火力上与步兵战车型一致，但增加了指挥位与相应的其他系统。

### 装甲人员输送车型（ZSL-10）
ZSL-10装甲运兵车基于ZBL-08步兵战车研发出来，但车内空间更广，可容纳人数更多，主武器也从30mm机炮变成了一个被钢板保护起来的QJC-88车载机枪或遥控武器站。该改型同时增加了乘员舱的舒适度并加装了减震系统以防御简易爆炸装置

### 装甲突击车型（ZTL-11）
ZTL-11轮式突击炮（装甲突击车型）是在抗战胜利70周年阅兵首次展现的轮式突击车（炮），其搭载由94式105毫米线膛炮改进而来的低压版本，可发射炮射导弹。

### 火力支援车型（PLL-09）
PLL-09自行榴弹炮为装备改版96式122毫米改进牵引榴弹炮的版本。

### 自行高射炮型（PGL-625）
PGL-625自行高射炮是该车族中最新改型，装备一门6管25毫米转管机炮与4枚HN-6防空导弹，是中型合成旅防空的中流砥柱。

### 工程车型
基于APC底盘。它配备了用于铺路和障碍物中和的工具。车辆前部装有推土铲，车顶前端装有挖掘机铲斗。也可以在车身侧面找到水线标记。

### 核生化侦测车型

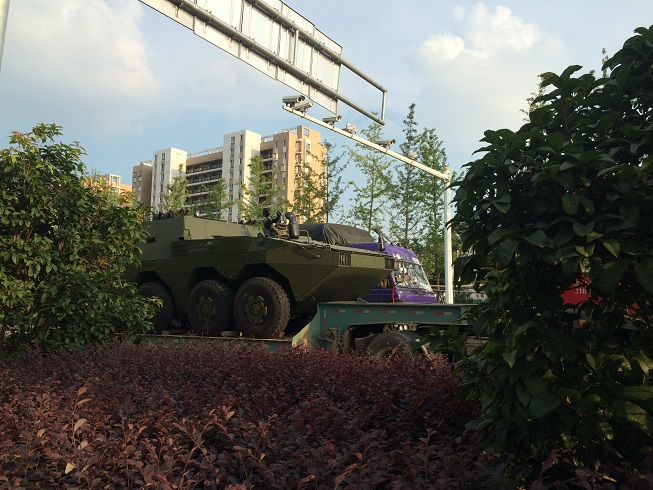
核生化侦测车型

14式轮式核生化侦测车，基于指挥车变体。配备传感器和设备，用于涉及核、生物和化学环境的危险检测。

### 架桥车型
基于基本型，配备机动架桥设备。

### 装甲抢修车型
基于基本型，将30mm炮塔换成了装甲抢修相应设备。

### 救护车型
基于指挥车型，乘员舱可放担架，同时车身侧面拥有红十字标识。

### 光电侦察型
车辆底盘基于ZSL-10变体，但没有炮塔和自卫武器。与其他侦察变体相比，其附加功能是快速旋转的光电观瞄，可看到360度全景。车载的观瞄包括白光、红外热成像和夜视 。

### 通信车型
基于指挥车，加装更多通信设备，一般用于营级通信部队。

### 电子战型
基于指挥车，增加电子战相应设备。

### 排雷车
基于基本型，增加排雷设备

## 使用国

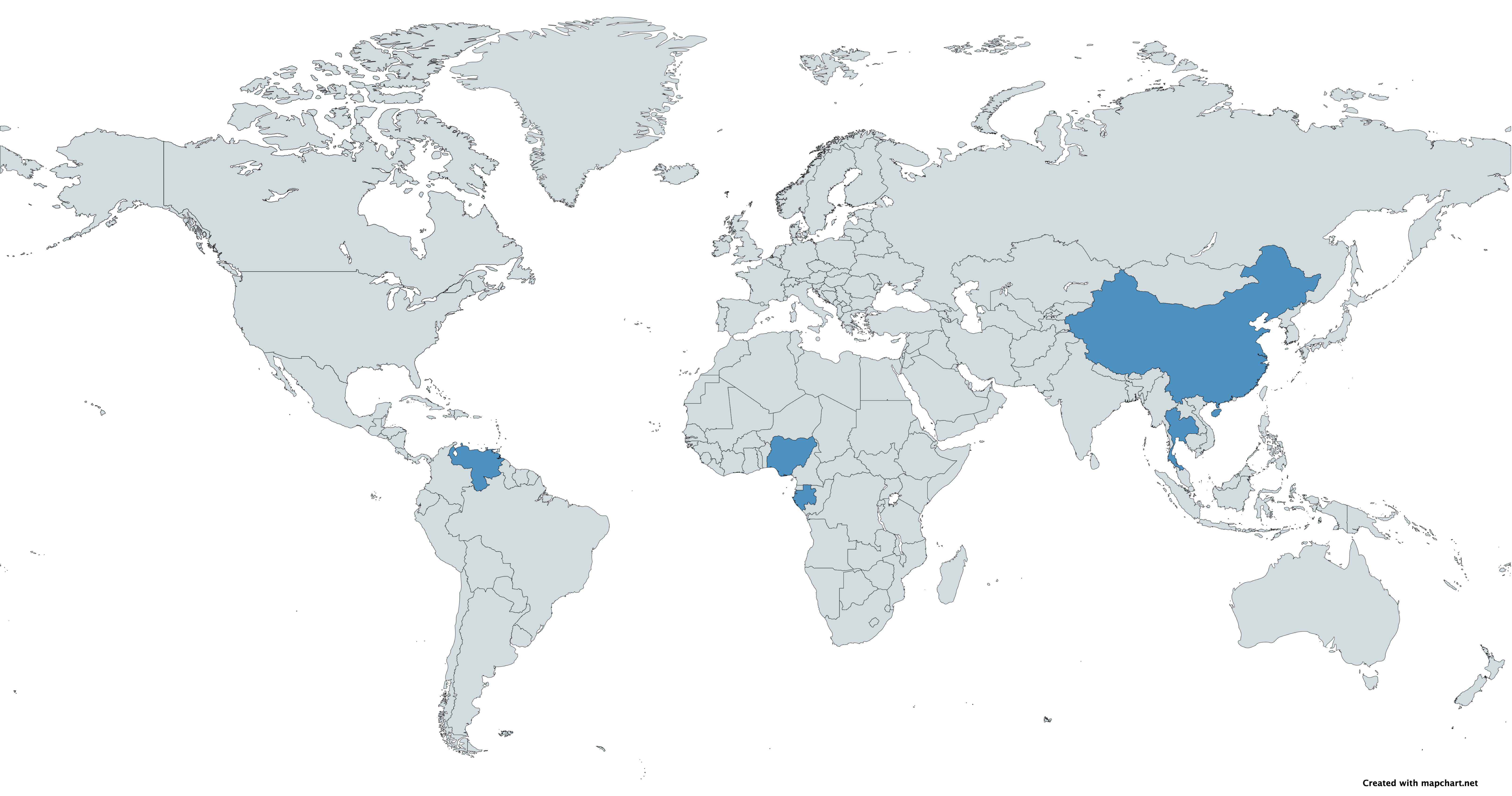

### 现役
中华人民共和国
- 中国人民解放军陆军：截止2020年至少5,260辆在陆军中服役，其中包括
  - 2,500余辆ZBL-08；1,000余辆ZTL-11
  - 900余辆ZSL-10，400余辆PLL-09
  - 1,000余辆不包括在上的其他同底盘车型（如PGL-625、PGL-19、抢修、工程与侦察型等型号）
- 中国人民解放军海军陆战队: 截止2020年有近300余辆在海军陆战队服役
  - 200余辆ZBL-08；100余辆ZTL-11
  - 不包括在上的其他同底盘车型（如PGL-12、PGL-19、抢修、工程与侦察型等型号）

 委內瑞拉
- 委內瑞拉玻利瓦尔海军:“西蒙·玻利瓦尔将军”海军陆战师使用出口型VN-1
  - 40辆VN-1

 阿根廷
- 阿根廷陸軍，使用出口型VN-1[19][20][21][22]

 泰國
- 泰國皇家陸軍- 2020年交貨首批34輛出口型VN-1，每輛170萬美金[23]

 加彭
- 加蓬军队（英语：Armed Forces of Gabon）- 亮相于2019年独立日阅兵[24][25]

 奈及利亞
- 尼日利亚陆军- ST1，为11式轮式炮车的出口版本，使用ZBL-08底盘[26]

潛在使用：
 巴西
- 巴西陆军：中国主动向巴西推销ST-1型八轮战车[27] 将采购221辆[28]

## 各國八輪裝甲車比較
| 名稱                | 生產國         | 車體 | 全長    | 全寬    | 全高    | 重量                                  | 最高速度                        | 乘員數                 | 武装 |
| ------------------- | -------------- | ---- | ------- | ------- | ------- | ------------------------------------- | ------------------------------- | ---------------------- | --- |
| CM-32/ 33雲豹裝甲車 | 中華民國       |      | 7 m     | 2.7 m   | 2.3 m   | 22 噸                                 | 105 km/h                        | 車員3 人 步兵 6-7人    | T112 105毫米滑膛炮 12.7毫米遙控機槍塔 T74V 7.62毫米同軸機槍 或Mk 44 30毫米機炮 T74 7.62毫米排用機槍×2 或TS-96遙控武器站： (T91 40毫米自動榴彈發射器 T74V 7.62毫米排用機槍) T85 66毫米4聯裝煙霧彈發射器×4 |
| ZBL-08步兵戰車      | 中华人民共和国 |      | 8 m     | 3 m     | 2.1 m   | 21 噸                                 | 100 km/h                        | 車員3 人 歩兵 7人      | 105毫米滑膛炮 或122毫米榴彈炮 或30毫米ZPT-99機炮 7.62毫米80式同軸機槍 改進型紅箭-73C反戰車飛彈 |
| BTR-90              | 俄羅斯         |      | 7.64 m  | 3.20 m  | 2.98 m  | 20.9 噸                               | 100 km/h（陸上） 9 km/h（水上） | 車員3 人 歩兵 7人      | 巴赫斯-U遙控武器站： (30毫米2A42機炮 或100毫米2A70線膛炮 30毫米AGS-17自動榴彈發射器 12.7毫米Kord重機槍 7.62毫米PKT同軸機槍 或30毫米2A72同軸機炮 AT-5拱肩反戰車飛彈 66毫米3聯裝煙霧彈發射器×2) |
| 迴旋鏢裝甲運兵車    | 俄羅斯         |      | 8.805 m | 3.187 m | 3.185 m | 34 噸                                 | 100 km/h                        | 車員3 人 歩兵 7-8人    | 12.7毫米Kord重機槍 或「迴旋鏢」-BM遙控炮塔： (2A42 30毫米機炮 AT-14守寶妖精反戰車飛彈 7.62毫米PKT同軸機槍) 或AU-220M貝加爾湖遙控武器站： (57毫米BM-57加農炮 7.62毫米PK通用機槍×2) 或125毫米2A45滑膛炮 AT-11狙擊手A/B反戰車飛彈 7.62毫米PK通用機槍×2 或9K333柳樹便攜式防空飛彈 或120毫米2S12 Sani迫擊炮 7.62毫米PK通用機槍                                                               |
| VBCI裝步戰車        | 法國           |      | 7.6 m   | 2.98 m  | 3 m     | 25.6 噸                               | 100 km/h                        | 車員3 人 歩兵 9人      | 25毫米M811機炮 7.62毫米NF1同軸機槍 |
| 拳師裝甲車          | 德国           |      | 7.93 m  | 2.99 m  | 2.37 m  | 24公噸 （標準型） 36.5公噸 （戰鬥型） | 103 km/h                        | 車員3 人 歩兵 8人      | 35毫米歐瑞康35/1000轉輪式機炮 或FLW遙控武器站： (12.7毫米白朗寧M2重機槍 或7.62毫米MG3通用機槍 或20毫米Mk 20 Rh-202機炮 或40毫米HK GMG自動榴彈發射器 66毫米3聯裝煙霧彈發射器×2) |
| LAV-25裝甲車        | 加拿大         |      | 6.39 m  | 2.5 m   | 2.69 m  | 12.8 噸                               | 100 km/h                        | 車員3 人 步兵 4人      | 25毫米M242機炮 或BGM-71拖式飛彈×16 或81毫米M252迫擊炮 7.62毫米M240通用機槍×1/×2 或25毫米GAU-12平衡者機炮 FIM-92刺針便攜式防空飛彈×16 66毫米M6 4聯裝煙霧彈發射器×2 |
| 史崔克裝甲車        | 美国           |      | 6.95 m  | 2.72 m  | 2.64 m  | 16.47 噸                              | 100 km/h                        | 車員2 人 歩兵 9人      | 105毫米M68A1E4/A2滑膛炮 或120毫米M121迫擊炮 或81毫米M252迫擊炮 或防禦者M151遙控武器站： (12.7毫米白朗寧M2重機槍 或7.62毫米M240通用機槍 或40毫米Mk 19自動榴彈發射器 66毫米M6 4聯裝煙霧彈發射器×4) 或BGM-71拖式飛彈 12.7毫米M2重機槍 7.62毫米M240通用機槍 或60毫米M224迫擊炮 或81毫米M252迫擊炮 或30毫米Mk 44巨蝮二式鏈炮 M240C7.62毫米同軸機槍                                           |
| 半人馬裝甲車        | 義大利         |      | 7.85 m  | 2.94 m  | 2.94 m  | 25 噸                                 | 110 km/h                        | 車員4 人 歩兵 8人      | 105毫米52倍徑線膛炮 或120毫米45倍徑滑膛炮 或KBA 25毫米機炮 拉斐爾長釘反戰車飛彈 MG3通用機槍×2 80毫米4聯裝煙霧彈發射器×2 |
| AMV裝甲車           | 芬兰           |      | 7.7 m   | 2.8 m   | 2.3 m   | 16-26 噸                              | 100 km/h                        | 車員2-3 人 歩兵 8-12人 | M68A1 105毫米滑膛炮 或AMOS 120毫米迫擊炮 或防禦者M151遙控武器站： (白朗寧M2 12.7毫米重機槍 或HK GMG 40毫米自動榴彈發射器 M6 66毫米4聯裝煙霧彈發射器×4) |
| KTO狼獾             | 波蘭           |      | 7.7 m   | 2.8 m   | 2.3 m   | 22 噸                                 | 100 km/h                        | 車員3 人 歩兵 8人      | 120毫米M120K Rak後膛裝填式迫擊炮 或拉斐爾長釘-LR反戰車飛彈 或重拳砲塔： （30毫米Mk 44巨蝮二式鏈炮 7.62毫米UKM-2000C同軸機槍 902A ZM Dezamet 81毫米6聯裝煙霧彈發射器） 或ZSSW-30遙控武器系統：（30毫米Mk 44巨蝮二式鏈炮 7.62毫米UKM-2000C同軸機槍 拉斐爾長釘-LR反戰車飛彈×2 GAk-81 81毫米4聯裝煙霧彈發射器×2） 或Hitrole遙控武器站： （12.7毫米WKM-B重機槍 或40毫米Mk 19自動榴彈發射器） |
| 潘德2型裝甲車       | 奥地利         |      | 7.02 m  | 2.67 m  | 1.85 m  | 22 噸                                 | 105 km/h                        | 車員2 人 歩兵 12人     | 105毫米M68A1戰車炮 或81毫米M252迫擊炮 或拉斐爾參孫遙控武器站： (30毫米Mk 44機炮 或12.7毫米白朗寧M2重機槍 拉斐爾長釘-LR反戰車飛彈 各種機槍 66毫米3聯裝煙霧彈發射器×2) |
| 96式裝甲運兵車      | 日本           |      | 6.84 m  | 2.48 m  | 1.85 m  | 14.5 噸                               | 100 km/h                        | 車員2 人 歩兵 8人      | 白朗寧M2 12.7毫米重機槍 或豐和96式40毫米自動榴彈發射器 |
| 泰瑞克斯裝甲車      | 新加坡         |      | 7 m     | 2.7 m   | 2.1 m   | 25 噸                                 | 110 km/h                        | 車員2 人 歩兵 12人     | RWS遙控武器平台： (40mmCIS 40 AGL自動榴彈發射器 7.62mmM240C同軸機槍 66mmCIS SGL 3聯裝煙霧彈發射器×2) |
| BTR-3               | 乌克兰         |      | 7.65 m  | 2.9 m   | 2.9 m   | 16.4噸                                | 85 km/h                         | 車員3 人 歩兵 6人      | 暴风遥控武器系统： (30mmZTM-1機炮 30mmKBA-117自動榴彈發射器 7.62mmKT同軸機槍 R-2障碍反坦克导弹 81mm3聯裝AEK-902雲式煙霧彈發射器×2) |
| BTR-4               | 乌克兰         |      | 7.76 m  | 2.93 m  | 3.20 m  | 19.8噸                                | 110 km/h                        | 車員3 人 歩兵 8人      | 暴风遥控武器系统： (30mmZTM-1機炮 30mmKBA-117自動榴彈發射器 7.62mmKT同軸機槍 R-2障碍反坦克导弹 81mm3聯裝AEK-902雲式煙霧彈發射器×2) |

1. ↑  加上頂部瞄準器

## 流行文化
- ZBL-08步兵战车在2013年第一人称射击游戏（Battlefield 4）中以中国人民解放军步兵战车之姿出現，仍命名ZBL-09是由於DICE誤用中國大陸軍事網站中未經證實的稱謂而得名，奇怪地使用25毫米機炮（預設）、拖式飛彈（解鎖後）和祖尼火箭（解鎖後），類似的情況亦出現在BTR-90上。
- 在电脑游戏战术小队中，出现了08式装甲车族中的ZBL-08步兵战车、ZSL-10装甲运兵车。

## 外部連結
- 中央電視台-ZBL-09步兵战车大賽 （页面存档备份，存于）